# Ren Xinmin
Ren Xinmin ou Jen Hsin-Min (en chinois simplifié 任新民), né le 5 décembre 1915 à Ningguo (Anhui) et mort le 12 février 2017 à Pékin, est un scientifique chinois.
Il est membre de l'Académie chinoise des sciences et un des principaux acteurs des programmes de missiles spatiaux de la Chine.

## Biographie
Ren Xinmin suivit les cours au Lycée de Xuancheng. Il a fait son premier cycle universitaire à l'université nationale centrale à Nankin. À partir de 1945, Ren Xinmin étudie à l'université du Michigan où il obtient son diplôme de Master et son Doctorat. Il a été professeur à l'université de Buffalo aux États-Unis en 1948.
En 1970, il est responsable de la fusée Longue Marche 1 qui a permis de placer en orbite le premier satellite artificiel chinois.

## Prix et distinctions
Ren Xinmin est membre de nombreuses sociétés savantes, telles que la Société chinoise d'astronautique (中国宇航学会, République populaire de Chine) et l'Académie chinoise des sciences (中国科学院, République populaire de Chine).